# Hans Waldenfels
Johannes Bernhard Maria Waldenfels, plus connu sous le nom de Hans Waldenfels, né le 20 octobre 1931 à Essen (Allemagne) où il meurt le 12 novembre 2023, est un prêtre jésuite allemand, bibliste et théologien.
Professeur de théologie fondamentale il enseigne aussi la  théologie des religions non chrétiennes à l'université de Bonn.

## Biographie

### Formation et carrière
Né le 20 octobre 1931 à Essen (Allemagne), Hans est le frère aîné du philosophe Bernhard Waldenfels. Le 5 avril 1951, le jeune Hans entre dans la Compagnie de Jésus. Sa formation spirituelle de base (noviciat) est suivie d’études de philosophie (1952 à 1956) au philosophat jésuite (Philosophische Hochschule Berchmanskolleg) de Pullach, près de Munich.
De 1960 à 1964, il fait ses études de théologie à l’Université catholique Sophia, de Tokyo. Il y est ordonné prêtre par l’archevêque de Tokyo, le cardinal Tatsuo Doi le 18 mars 1963. Comme  auditeur invité à l’Université Impériale de Kyōto, chez Yoshinori Takeuchi et Keiji Nishitani, il se familiarise avec la philosophie spiritualiste de l’École de Kyoto. C’est là qu’il découvre la richesse des traditions religieuses orientales.
De 1965 à 1968, Waldenfels se trouve à Rome pour un doctorat à l’Université grégorienne et à l’Université de Münster. Sa thèse, publiée en 1969, fait suite à une suggestion de Karl Rahner et s’intitule Révélation - Le Concile Vatican II sur fond de la théologie nouvelle. En 1976, il est habilité à enseigner à l’université de Würzburg.
En 1977, Waldenfels est nommé professeur de théologie fondamentale, de théologie des religions et de philosophie religieuse à l’Université de Bonn, où il occupe le poste de doyen de la faculté de théologie catholique de 1979 à 1980, et de 1988 à 1990. Il y accède à l’éméritat en 1997. Cohérent avec sa conception contextualisante de la théologie, Waldenfels est vicaire paroissial à Düsseldorf-Wittlaer de 1991 à 2006.
En 2006-2007, il est professeur invité à l’Université Marquette, aux États-Unis.

### Théologien et bibliste
Longtemps professeur de philosophie et d'histoire des religions au Japon, docteur honoris causa de l'Académie théologique de Varsovie (1993), Hans Waldenfels est l'auteur de nombreux ouvrages à caractère scientifique dans les domaines de la théologie et de l'exégèse biblique.
Son Manuel de théologie fondamentale aborde aussi bien la philosophie du christianisme que la question du « Jésus historique », les grands axes de la christologie, et la dualité entre foi et raison. L'ouvrage accorde une place importante au « contexte » de la foi chrétienne, en l'occurrence l'œcuménisme et le dialogue judéo-chrétien, mais aussi le dialogue interreligieux avec l'hindouisme, le bouddhisme et l'islam.

## Reconnaissance publique
- En 1993, Waldenfels est reçu comme Docteur (honoris causa) à Varsovie.
- Il est décoré de l'ordre du Mérite de la République fédérale d'Allemagne en 2003.
- Le 25 mai 2010, est créée la Fondation Waldenfels-Born, vouée à la promotion de la théologie contextuelle dont il est un éminent représentant.

## Publications

### Ouvrages traduits en français
- La Méditation en Orient et en Occident, Points/Seuil, 1981  (ISBN 2020060299)
- Manuel de théologie fondamentale, trad. fr. Olivier Depré et Claude Geffré, éditions du Cerf, 1990  (ISBN 978-2204031196), 874 p.
- Jésus-Christ et les religions, préf. de Christoph Theobald, Salvator, 2011  (ISBN 978-2706708428)

### Ouvrages en allemand
- Absolutes Nichts. Zur Grundlegung des Dialogs zwischen Buddhismus und Christentum, Freiburg u. a., 1976, rééd. 2013
- Faszination des Buddhismus. Zum christlich-buddhistischen Dialog, Mayence, Mathias Grünewald, 1982
- Direction d'ouvrage : Lexikon der Religionen, Herder, Freiburg, 1987